# Сергеев, Сергей Михайлович (капитан)
Сергей Михайлович Сергеев (Ростовцев – Слепнёв) (1897, Санкт-Петербург — 1978, СССР) — советский военный деятель, капитан 1-го ранга ВМФ СССР.

## Биография
Родился в 1897 году в Санкт-Петербурге в семье военного.
Службу на флоте начал на крейсере «Россия» Балтийского флота. Участник Гражданской войны в России — в 1918—1919 годах был бойцом матросского полка и воевал против белогвардейцев на Восточном фронте, а в 1920 году — на Южном. Был ранен и контужен.
После Гражданской войны окончил Машинную школу Черноморского флота и Военно-морское училище имени Фрунзе. С октября 1926 по январь 1931 года служил на Амурской военной флотилии, в частности осенью 1926 года был вахтенным начальником на канонерской лодке «Красное Знамя». В 1929—1930 годах, во время конфликта на Китайско-Восточной железной дороге, командовал минным заградителем «Сильный», принявшим участие в боях на реке Сунгари (Фугдинская операция). 
В 1931—1935 годах Сергеев командовал дивизионом быстроходных тральщиков Черноморского флота. В 1935—1937 годах был слушателем Курсов командиров эсминцев при Военно-морской академии. После окончания курсов был назначен командиром эскадренного миноносца Черноморского флота. С марта по май 1937 года командовал миноносцем «Бодрый».
В 1937 году морской офицер был командирован в Испанию. Под именем «Корнели Гуардия Лопес» являлся советником начальника штаба дивизиона эсминцев республиканского флота. Принимал участие в боевых операциях. Вернувшись из Испании, 25 мая 1938 года был назначен начальником штаба бригады крейсеров Черноморского флота. С мая 1939 года — командир 2-го, а затем 3-го дивизиона эсминцев эскадры Черноморского флота.
Великую Отечественную войну С. М. Сергеев встретил на Чёрном море в звании капитана 2-го ранга. В качестве исполняющего обязанности командира на эсминце Быстрый 1 июля 1941 на выходе из Севастопольской бухты при взрыве немецкой донной мины был контужен при межбазовом переходе из Севастополя в Николаев. После лечения в госпитале снова вернулся в Николаев. В августе 1941 года немцы начали наступление на Николаев, где перестраивался из ледокола в боевой корабль «Анастас Микоян». 26 августа с командой из заводских рабочих Сергеев вывел ледокол с завода в море и благополучно привёл его Севастополь, сохранив новейший советский ледокол. В Севастополе ледокол был окончательно переоборудован во вспомогательный крейсер. Затем под руководством капитана Сергеева «Анастас Микоян» совершил героический переход из Батуми через четыре океана в Анадырь. 9 августа 1942 года вспомогательный крейсер «Анастас Микоян» вошёл в Анадырский залив и стал на якорь в бухте Провидения, выполнив задание Государственного комитета обороны. Этот поход продолжался восемь с половиной месяцев. Из четырёх судов, вышедших из Батуми в это плавание, к родным берегам сумели дойти только «Микоян» и танкер «Сахалин», которым командовал Придо Адович Померанец (прибыл во Владивосток 9 декабря 1942 года). В командование «Анастасом Микояном» вступил бывший капитан ледокола «Фёдор Литке» капитан 3-го ранга Юрий Константинович Хлебников, а Сергеев отбыл во Владивосток, где принял боевой корабль и продолжил участие в войне.
Работал старшим уполномоченным Постоянной приемной Комиссии ВМФ по приёмке новых военных кораблей, затем служил в составе Амурской военной флотилии, был начальником инспекции 3-го отдела Управления боевой подготовки Главного морского штаба. Участвовал в советско-японской войне 1945 года. В отставку вышел в звании капитана 1-го ранга.
Умер в 1978 году.

## Награды
- Был награждён орденом Ленина, четырежды — орденом Красного Знамени, дважды — орденом Красной Звезды, а также многими медалями, среди которых «XX лет РККА», «За оборону Одессы», «За оборону Севастополя», «За победу над Германией», «За победу над Японией».

## Память
В честь С. М. Сергеева назван Морской многоцелевой буксир проекта 23470 «Капитан Сергеев». Буксир заложен на Ярославском судостроительном заводе в 2016-м, спущен на воду 14 мая 2021 года. Предназначен для буксировки плавучих объектов в открытом море и во льдах.

## Публикации
- В 1959 году в серии книг «Научно-популярная библиотека» вышел иллюстрированный сборник «Атомная энергия и флот» со статьёй капитана 1-го ранга С. М. Сергеева «Воздушный, надводный и подводный взрывы».
- Дневник С. М. Сергеева за 1941—1942 годы был опубликован на страницах проекта «Прожито» его внучкой, филологом Еленой Калло.